# السبع (كوكبة)
برج السَّبُع أو الذئب (بالإنجليزية: The Wolf)‏؛ وتدعى باللاتينية: Lupus.

الصورة تمثل المجموعة النجمية: برج السبع.

وهو من أبراج النصف الجنوبي للكرة الأرضية. ويظهر بين خطي عرض 35 درجة و90 درجة. ويعتبر شهر حزيران من أفضل الأوقات لرؤيته.
من المجرات التي يمكن مشاهدتها في برج السبع: NGC 5643.
ومن التجمعات النجمية: NGC 5749, NGC 5824, NGC 5822, NGC 5927, NGC 5986.